# Вроновиці (Лодзинське воєводство)
Вроновиці (пол. Wronowice) — село в Польщі, у гміні Ласьк Ласького повіту Лодзинського воєводства.
Населення — 805 осіб (2011).
У 1975-1998 роках село належало до Серадзького воєводства.

## Демографія
Демографічна структура станом на 31 березня 2011 року:
|          | Загалом | Допрацездатний вік | Працездатний вік | Постпрацездатний вік |
| -------- | ------- | ------------------ | ---------------- | -------------------- |
| Чоловіки | 406     | 74                 | 300              | 32                   |
| Жінки    | 399     | 75                 | 254              | 70                   |
| Разом    | 805     | 149                | 554              | 102                  |